# Бухарестская конвенция
 Бухарестская Конвенция (Конвенции о защите Чёрного моря от загрязнения) — конвенция, подписанная в 1992 году в г. Бухарест (Румыния) представителями Болгарии, Грузии, России (ратифицировала Конвенцию 12 августа 1993 года 
Постановлением Верховного Совета Российской Федерации № 5614-1 «О
ратификации Конвенции по защите Черного моря от загрязнения», 2 декабря 1993 года Правительство Российской Федерации
выпустило постановление № 1254 «О мерах по организации выполнения
Конвенции о защите Черного моря от загрязнения» ), Турции, Румынии и Украины. Бухарестская конвенция вступила в силу 15 января 1994 года. Договор определяет обязательства этих государств в части уменьшения и контроля загрязнения Чёрного моря, а также проведения их мониторинга и оценки для защиты морской окружающей среды . 
Конкретные меры содержатся в трёх протоколах, являющихся неотъемлемой частью Конвенции: Протокол о защите морской среды Черного моря от загрязнения из береговых источников; Протокол о сотрудничестве в борьбе с загрязнением морской среды Черного моря нефтью и другими вредными веществами в аварийных ситуациях; Протокол о защите морской среды Черного моря от загрязнения в результате сбросов. В 2002 году участники Конвенции подписали Протокол о сохранении биоразнообразия и ландшафтов Черного моря, включающий «Список видов, важных для Черного моря».

## Основные положения Конвенции
Участники Конвенции договорились принимать все необходимые меры для предотвращения и сокращения загрязнения морской среды Черного моря и борьбы с ним. Конвенция охватывает загрязнения:
- с судов;
- вызываемые захоронением (преднамеренным удалением отходов или иных материалов с судов или летательных аппаратов, или самих судов и летательных аппаратов);
- из находящихся на суше источников;
- вызываемые или связанные с деятельностью на континентальном шельфе, включая разведку и разработку природных ресурсов континентального шельфа;
- нефтью и другими вредными веществами в чрезвычайных ситуациях;
- из атмосферы или через неё;
- в результате трансграничного перемещения опасных отходов;
- из любых источников опасными веществами и материалами, указанными в Приложении к Конвенции (статьи VI-XIV)[5].

Особое внимание при этом уделяется тому, чтобы не нанести вред жизни в море и живым ресурсам, в частности, путём изменения среды их обитания и создания помех для рыболовства и других правомерных видов использования Чёрного моря(ст.XIII).
Конвенция предусматривает сотрудничество в научных исследованиях, направленных на разработку путей и средств оценки характера и степени загрязнения и его воздействия на экологическую систему в водном столбе и отложениях, выявление загрязненных районов, изучение и оценку факторов опасности и разработку мер по их устранению; в частности, альтернативных методов обработки, удаления, ликвидации или использования вредных веществ. Участники договариваются также о разработке программ мониторинга, охватывающих все источники загрязнения, а также создании для Черного моря системы мониторинга загрязнения (ст. XV).
Для достижения целей Конвенции участники учреждают Комиссию по защите морской среды Черного моря от загрязнения (Черноморская Комиссия), состоящую из представителей всех государств-участников и собирающуюся на заседания не реже раза в год, и оказывающий поддержку Комиссии Секретариат. Конвенция определяет функции Комиссии и порядок созыва совещаний участников (статьи XVII-XIX).

## Связанные события
- Ежегодно проводится съезд ко Дню Чёрного моря (31 октября—2 ноября) с участием учёных и политиков, представляющих данные государства[7].
- В 2008 году грузинское министерство по охране окружающей среды потребовало исключить Россию из Бухарестской Конвенции. Министр Ираклий Гваладзе направил в правление секретариата соответствующее письмо, в котором говорится о затопленных российскими военными кораблях у берегов Грузии.

"Россия нанесла Грузии огромный ущерб, российские военные взорвали порт Поти и корабли, которые находились в море. Впоследствии огромное количество топлива вылилось в воду, что привело к загрязнению Черного моря"— http://www.pravda.ru/news/world/26-08-2008/280814-asdd-0/
- 10 февраля 2009 г. в г. Брюссель (Бельгия) была проведена рабочая встреча представителей Минприроды России (Владимир Ивлев) с  представителями Генерального директората по окружающей среде Комиссии Европейских сообществ (Соледад Бланко), на которой обсуждались вопросы подготовки нового стратегического соглашения между Россией и ЕС, взаимодействия сторон в рамках международных конвенций и организаций, в частности, Бухарестской Конвенции[8].
- Представители Минприроды России (Владимир Ивлев) приняли участие в IV заседании Рабочей группы по водным и морским вопросам в рамках Диалога по окружающей среде Россия-ЕС в г. Брюссель (Бельгия), где была рассмотрена инициатива ЕС о присоединении к Конвенции. По итогам заседания Стороны договорились провести в г. Москве в четвертом квартале 2012 г. встречу экспертов ЕС, секретариатов Конвенции по защите морской среды района Балтийского моря и Бухарестской Конвенции, а также заинтересованных российских ведомств с целью обсуждения всех аспектов подключения ЕС к Бухарестской Конвенции [9].

## Черноморская Комиссия (Комиссия по защите морской среды Черного моря от загрязнения)
Черноморская Комиссия (Комиссия по защите морской среды Чёрного моря от загрязнения) — комиссия по защите Чёрного моря от загрязнения. Вместе со своим Постоянным Секретариатом представляет собой межправительственный орган по выполнению Конвенции по защите Черного моря от загрязнения (Бухарестской Конвенции), её Протоколов и Стратегического плана действий по восстановлению и защите Чёрного моря .
Экспертную и информационную поддержку Комиссии и её Постоянному Секретариату оказывают консультативные группы по следующим направлениям деятельности:
- проблемы экологической безопасности судоходства;
- мониторинг и оценке загрязнения;
- контроль загрязнения от наземных источников;
- разработка единой методологии по комплексному управлению береговой зоной;
- сохранение биоразнообразия;
- экологические аспекты регулирования рыболовства и добычи других морских биоресурсов.

Под руководством Комиссии осуществляется деятельность семи Черноморских региональных центров активности, организованных на базе профильных национальных учреждений . Председательство в Комиссии осуществляется по принципу ротации в порядке английского алфавита.

### Мероприятия
- 22-я сессия, 19-21 января 2010 г., г. Стамбул (Турция). В ходе мероприятия были рассмотрены итоги министерской сессии Черноморской Комиссии, которая состоялась в апреле 2009 г. в г. Софии (Болгария). Участники обсудили ход реализации сторонами Протокола по предотвращению загрязнения Черного моря из наземных источников и в результате осуществляемой на суше деятельности. Постоянный секретариат Комиссии отчитался о подготовке проекта юридически обязательного документа по вопросам рыболовства в Черном море. В сессии принимала участие делегация Минприроды России[11].
- 28-я сессия, 2012 г., г. Стамбул (Турция). В ходе сессии был рассмотрен широкий круг вопросов, касающихся выполнения положений Бухарестской конвенции, а также подготовки доклада «О состоянии морской среды Черного моря». Были заслушаны отчеты деятельности за 2011-2012 гг. шести консультативных групп Черноморской Комиссии. В сессии принимала участие делегация Минприроды России. Участникам была представлена информация о проекте строительства газопровода «Южный поток»[12].
- В 2010 г. Комиссией был составлен доклад, в котором основное внимание уделяется четырём направлениям: мир и безопасность, экономическое развитие и благосостояние, демократические институты и эффективное управление, региональное сотрудничество. Для комплексности доклада были выслушаны все заинтересованные стороны, в том числе и гражданское общество. Комиссия провела встречи в Москве, Стамбуле и Берлине, а её члены также провели исследования и написали четыре стратегических доклада с целью получения более широкой перспективы о возможном будущем. В результате, Комиссия пришла к пониманию того, что будущее региона заключается в дальнейшей демократизации и экономической интеграции с остальным миром. Также потребуется повысить значимость безопасности, укреплять политическую стабильность, прилагать настойчивые усилия для решения затянувшихся конфликтов и отказываться от применения силы для их урегулирования. Затем предоставлены политические рекомендации для всех заинтересованных сторон[13].